# Lybius rubrifacies
Lybius rubrifacies е вид птица от семейство Lybiidae. Видът е почти застрашен от изчезване.

## Разпространение
Видът е разпространен в Бурунди, Руанда, Танзания и Уганда.